# Zănou
Zănou románul: Zănou, falu Romániában, a Bánságban, Krassó-Szörény megyében.

## Fekvése
Szikesfalu (Sicheviţa) közelében fekvő település.

## Története
Zănou korábban Szikesfalu (Sicheviţa) része volt. 1956-ban vált külön településsé 43 lakossal.
1966-ban 16, 1977-ben 53, 1992-ben pedig 36 román lakosa volt.